# Szymon I Lotaryński
Szymon I Lotaryński (ur. ok. 1076, zm. 13 stycznia 1138) – książę Lotaryngii 1115-1138, syn Teodoryka II i Jadwigi von Formbach.
Szymon podobnie jak jego ojciec był stronnikiem dynastii salickiej. W 1122 towarzyszył cesarzowi Henrykowi V do Wormacji, gdzie zawarto konkordat z papiestwem. W czasie swego panowania walczył z biskupem Metzu Stefanem von Bar i Adalberonem von Munsterol arcybiskupem Trewiru, który nałożył na księcia ekskomunikę, zniesioną przez papieża Innocentego II. Książę przyjaźnił się z Bernardem z Clairvaux. Ufundował w Lotaryngii wiele opactw, w tym opactwo w Sturzelbronn, w którym został pochowany po przeniesieniu go z Saint-Dié-des-Vosges.

## Potomstwo
Szymon w 1112 lub 1113 poślubił Adelajdę, córkę Henryka III, hrabiego Louvain. Z tego związku pochodzili:
- Agata (zm. 1130/1148) – żona Renalda III, hrabiego Burgundii.
- Jadwiga (zm. 1128/1149) – żona Fryderyka III, hrabiego Toul.
- Mateusz (zm. 4 listopada przed 1119)
- Mateusz I – następca w księstwie lotaryńskim.
- Berta (zm. po 1162) – żona Hermana III, margrabiego Badenii.
- Robert (zm. przed 1208) – pan Florange.
- Baldwin (zm. po 1146)
- Jan (zm. po 5 grudnia 1148)